# ذا إيلدر سكرولز 6
ذا إيلدر سكرولز 6 (بالإنجليزية: The Elder Scrolls VI)‏ هي لعبة فيديو أكشن تقمص الأدوار طورتها بيثيسدا غيم ستوديوز ونشرتها بيثيسدا سوفت ووركس، أعلن عنها تود هوارد في 11 يونيو 2018 في معرض الترفيه الإلكتروني 2018 أثناء مؤتمر بيثيسدا، أن اللعبة كانت في مرحلة ما قبل التطوير فقط. إنه أحد كبار الغائبين عن معرض الترفيه الإلكتروني 2019. ستعمل اللعبة على منصات الإكس بوكس والحاسوب، لكنها ستعمل على إكس بوكس غيم باس في اليوم الأول للإطلاق.
إطلاق ذا إيلدر سكرولز 6 على بلاي ستيشن 5 غير مؤكد منذ استيلاء مايكروسوفت على زيني ماكس ميديا.